# Gosankyō

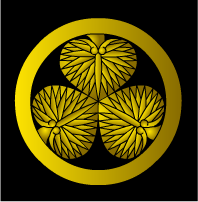
Maru-ni-mitsuba-aoi (丸に三つ葉葵, dt. „Drei Haselwurzblätter im Kreis“), das Familienwappen (mon) der Tokugawa.

Tokugawa Yoshimune, Druck aus dem 18. Jh.

Die Gosankyō (jap. 御三卿) waren drei Zweige der Tokugawa-Familie in der japanischen Edo-Zeit. Alle drei Häuser gehen auf Söhne oder Enkel des achten Tokugawa-Shōguns Yoshimune (1684–1751) zurück, der diese drei Häuser als Ergänzung, oder auch als Ersatz, der drei traditionellen Tokugawa-Nebenlinien, der Gosanke gründete. Sein zweiter Sohn, Munetake, gründete die Tayasu-Linie (田安家), sein vierter Sohn, Munetada, gründete die Hitotsubashi-Linie (一橋家), und sein Enkel Shigeyoshi, zweiter Sohn des neunten Shogun Ieshige, gründete die Shimizu-Linie (清水家).
Im Gegensatz zu den Gosanke, die als einflussreiche Lehnsherren (Daimyō) die wichtigen Han Owari, Kishū und Mito kontrollierten, besaßen die Gosankyō kein eigenes Han, sondern residierten auf dem Gebiet der Burg Edo und bezogen ein Einkommen aus den Ländereien in der Umgebung von Edo, die direkt vom Shogunat verwaltet wurden. Die Gosankyo hatten das Recht, wie die Hauptlinie den Familiennamen Tokugawa zu tragen. Die Namen der einzelnen Linien sind von den Toren der Burg Edo abgeleitet, in deren Nähe die Linien jeweils ihre Residenz hatten.
Ihre vorgesehene Aufgabe, adoptierbare Söhne zu stellen um die Fortführung der Tokugawa-Dynastie zu sichern, erfüllten die Gosankyō mehrfach: Der 11. Shogun Tokugawa Ienari und der 15. Shogun Tokugawa Yoshinobu stammten aus dem Haus Hitotsubashi, wobei Yoshinobu selbst aus dem Haus Mito-Tokugawa adoptiert war, weil die Hitotsubashi selbst keinen Erben hatten. Die Tayasu stellten erst nach der Meiji-Restauration einen Erben für die Tokugawa-Hauptlinie, nämlich Tokugawa Iesato, der nach dem Rücktritt von Yoshinobu als Shogun zum Familienoberhaupt der Tokugawa aufstieg und zu einem einflussreichen Politiker der Meiji-Zeit wurde.
Bei der Auflösung des Shogunats in der Meiji-Restauration 1868 konnten sich die Tayasu und die Hitotsubashi aus dem Landbesitz des Shogunats eigenen Landbesitz sichern und das Tayasu-han (田安藩) und das Hitotsubashi-han (一橋藩) gründen. Die Zeit der Häuser als Lehnsherren währte jedoch nur kurz. Nach einem Bauernaufstand ging das Land der Tayasu bereits ein Jahr später in die Hand der Regierung über, das der Hitotsubashi mit der Auflösung der Han 1871. Mit der Einführung der neuen Adelsränge (Kazoku) 1884 wurden die Oberhäupter der Familien in den Rang eines Hakushaku (Graf) erhoben.

## Genealogie der Gosankyō

### Haus Tayasu

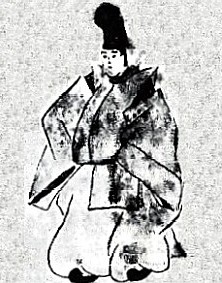
Tokugawa Munetake

1. Munetake (1715–1771, r. 1731–1771)
2. Haruaki (1753–1774, r. 1771–1774)
3. Narimasa (1779–1846, r. 1787–1836)
4. Naritaka (1810–1845, r. 1836–1839)
5. Yoshiyori (1828–1876, r. 1839–1863)
6. Takachiyo (1860–1865, r. 1863–1865)
7. Kamenosuke (1863–1940, r. 1865–1868)
8. Yoshiyori (zweites Mal) (1828–1876, r. 1868–1876)

### Haus Shimizu
1. Shigeyoshi (1745–1795, r. 1758–1795)
2. Atsunosuke (1796–1799, r. 1798–1799)
3. Nariyuki (1801–1846, r. 1805–1816)
4. Narinori (1810–1827, r. 1816–1827)
5. Narikatsu (1820–1849, r. 1827–1846)
6. Akitake (1853–1910, r. 1866–1868)
7. Atsumori (1856–1924, r. 1870–1924)

### Haus Hitotsubashi
1. Munetada (1721–1765, r. 1735–1764)
2. Harusada (1751–1827, r. 1764–1799)
3. Nariatsu (1780–1816, r. 1799–1816)
4. Narinori (1803–1830, r. 1816–1830)
5. Narikura (1818–1837, r. 1830–1837)
6. Yoshimasa (1825–1838, r. 1837–1838)
7. Yoshinaga (1823–1847, r. 1838–1847)
8. Shōmaru (1846–1847, r. 1847)
9. Yoshinobu (1837–1913, r. 1847–1866)
10. Mochiharu (1831–1884, r. 1866–1884)